# Відкритий чемпіонат Франції з тенісу

Відкритий чемпіонат Франції (фр. Internationaux de France de Roland Garros — Рола́н Гарро́с) — чемпіонат з тенісу, що проходить щорічно на території Франції, в Парижі, протягом двох тижнів наприкінці травня початку червня, починаючи з 1891. З 1925 року, коли турнір став відкритий для іноземних учасників, він є одним з чотирьох турнірів серії Grand Slam, і проходить після Відкритого чемпіонату Австралії, але перед Вімблдонським турніром та Відкритим чемпіонатом США.

## Історія
Уперше турнір був проведений у вигляді одноденного національного чемпіонату в 1891. Брати участь у даному чемпіонаті могли лише члени французьких тенісних клубів. Англієць Г. Бріггз (H. Briggs) став першим чемпіоном. Жінкам було дозволено брати участь в 1897, і першою чемпіонкою стала Франсуаз Массон (Françoise Masson).
Цей чемпіонат був не дуже популярним серед тенісистів через національний статус змагань, але в 1925  чемпіонат отримав статус міжнародного, і в ньому стали грати найкращі тенісисти світу того часу.

В 1928  для того, щоб можна було прийняти Кубок Девіса, в Парижі був офіційно відкрито новий стадіон названий на честь піонера авіації та героя Першої світової війни Ролана Гарроса. Головний корт стадіону має ім'я Філіпа Шатріє (Philippe Chatrier) колишнього президента Федерації тенісу Франції (вміщує 15 000 глядачів), другий за значущістю корт має ім'я легендарної французької тенісистки Сюзанн Ленглен (Suzanne Lenglen) (вміщує 10 000 глядачів).
Стадіон «Ролан Гаррос» — одна з найбільших і найпрестижніших тенісних арен світу. Однак, історія комплексу затьмарена коротким періодом під час Другої світової війни коли, в окупованій німецькими військами Франції, «Ролан Гаррос» використовувався, як тимчасовий табір, де нацисти збирали євреїв для подальшого відряджання на схід, де більшість ув'язнених знайшли свою смерть.
У період нацистської окупації Франції на стадіоні Ролан Гаррос відбувався Турнір Франції, який на момент його проведення вважали офіційним Відкритим чемпіонатом Франції, проте після звільнення Франції ретроспективно позбавили цього статусу. Асоціація тенісу Франції стверджує, що у період 1940-1945 років Відкритий чемпіонат Франції було скасовано.
З часу своєї побудови «Ролан Гаррос» проходив неодноразові зміни й розширення, яких потребували зростання потреб тенісу. Більшість схиляються до думки, що «Ролан Гаррос» є батьківщиною гри на ґрунтових кортах.
З 1968 року в тенісі настала відкрита ера і тому професійні тенісисти отримали право виступати в турнірі нарівні з аматорами. Кен Роузволл (Ken Rosewell) став першим переможцем чемпіонату нової ери, отримавши як приз 15 000 фр. франків, Ненсі Річі виграла жіночу першість.
Починаючи з 2006  Відкритий чемпіонат Франції, на відміну від інших турнірів Grand Slam, розпочинається в неділю 12 матчами на трьох центральних кортах. На початку чемпіонату розпочинається благодійний турнір імені Бені Берте (Benny Berthet), кошти від якого ідуть на добродійність.

## Призові й очки

### Розподіл балів
Як турнір «Grand Slam», очки для "Роланд Гаррос" є найвищими серед усіх турнірів ATP та WTA.
Ці бали визначають світовий рейтинг ATP і WTA відповідно для чоловіків та жінок. Як у одиночних, так і у парних змаганнях жінки отримують трохи більше балів порівняно з чоловіками на кожному раунді турніру, за винятком першого і останнього.
Нижче наведено низку таблиць для кожного змагання, де показані рейтингові бали, що пропонуються на кожну подію:

#### Етапи серед дорослих
| Етап               | Переможець | Фіналіст | півфіналіст | чвертьфіналіст | 1/8 | 1/16 | 1/32 | 1/64 |
| Чоловічий          | 2000       | 1200     | 720         | 360            | 180 | 90   | 45   | 10   |
| Чоловічий (парний) | 2000       | 1200     | 720         | 360            | 180 | 90   | 0    | —    |
| Жіночий            | 2000       | 1300     | 780         | 430            | 240 | 130  | 70   | 10   |
| Жіночий (парний)   | 2000       | 1300     | 780         | 430            | 240 | 130  | 10   | —    |

### Грошовий приз
Загальна сума для Французького Відкритого чемпіонату у 2023 році складає €49,600,000, що становить збільшення на 12,3% у порівнянні з 2022 роком. Федерація тенісу Франції мала на меті більш рівномірний розподіл винагороди між гравцями і значно збільшила призові гроші для гравців, що програють у першому раунді в одиночних  змаганнях, а також суми, що видаються в кваліфікаційних змаганнях.
| Етап                    | Переможець | Фіналіст   | півфіналіст | чвертьфіналіст | 1/8      | 1/16     | 1/32    | 1/64    | К3      | К2      | К1      |
| Індивідуальні           | €2,300,000 | €1,150,000 | €630,000    | €400,000       | €240,000 | €142,000 | €97,000 | €69,000 | €34,000 | €22,000 | €16,000 |
| Парні *                 | €590,000   | €295,000   | €148,000    | €80,000        | €43,000  | €27,000  | €17,000 | Н/Д     | Н/Д     | Н/Д     | Н/Д     |
| Мікст *                 | €122,000   | €61,000    | €31,000     | €17,500        | €10,000  | €5,000   | Н/Д     | Н/Д     | Н/Д     | Н/Д     | Н/Д     |
| Індивідуальні на візках | €60,000    | €30,000    | €18,000     | €11,000        | €8,000   | Н/Д      | Н/Д     | Н/Д     | Н/Д     | Н/Д     | Н/Д     |
| Парні на візках *       | €20,000    | €10,000    | €7,000      | €5,000         | Н/Д      | Н/Д      | Н/Д     | Н/Д     | Н/Д     | Н/Д     | Н/Д     |
| Індивідуальні квад      | €60,000    | €30,000    | €18,000     | €11,000        | Н/Д      | Н/Д      | Н/Д     | Н/Д     | Н/Д     | Н/Д     | Н/Д     |
| Парні квад *            | €20,000    | €10,000    | €7,000      | Н/Д            | Н/Д      | Н/Д      | Н/Д     | Н/Д     | Н/Д     | Н/Д     | Н/Д     |

* на команду

## Рекорди
- Найбільша кількість перемог в різних розрядах:
  - чоловіки: француз Макс Декюжі (Max Decugis), з 29 перемогами:

8 перемог в індивідуальному розряді: 1903, 1904, 1907, 1908, 1909, 1912, 1913 і 1914.
14 разів в парному: 1902, 1903, 1904, 1905, 1906, 1907, 1908, 1909, 1910, 1911, 1912, 1913, 1914 і 1920.
7 разів в міксті: 1904, 1905, 1906, 1908, 1909, 1914 і 1920.
- - жінки: француженка Сюзанн Ленглен (Suzanne Lenglen), з 19 перемогами:

6 раз в індивідуальному розряді: 1920, 1921, 1922, 1923, 1925 і 1926.
6 рази в парному: 1920, 1921, 1922, 1923, 1925 і 1926.
7 разів в міксті: 1914, 1920, 1921, 1922, 1923, 1925 і 1926.
- Індивідуальний чоловічий розряд виграв 14 разів іспанець Рафаель Надаль (Rafael Nadal) у 2005, 2006, 2007, 2008, 2010, 2011, 2012, 2013, 2014, 2017, 2018, 2019, 2020 і 2022.
- Індивідуальний жіночий розряд виграла 7 разів американка Кріс Еверт (Chris Evert) в 1974, 1975, 1979, 1980, 1983, 1985 і 1986.
- Наймолодші переможці в індивідуальних розрядах:
  - жінки: Моніка Селеш (Monica Seles) в 1990 (16 років й 169 діб).
  - чоловіки: Майкл Чанг (Michael Chang) в 1989 (17 років й 109 діб).
- Найбільш вікові переможці індивідуальних розрядів:
  - жінки: угорка Жужі Кормочі (Zsuzsi Kormoczy) в 1958 (33 роки).
  - чоловіки: серб Новак Джокович в 2023 (36 років й 20 діб)
- Найбільша кількість перемог представниками однієї країни:
  - жінки: Франція — 30 перемог; США — 29.
  - чоловіки: Франція — 38 перемог; Іспанія — 20.
- Найтриваліші матчі:
  - жінки: Бюїссон проти фон Лоттум (Buisson — Von Lottum) в 1995 — 4 год. 07 хв.
  - чоловіки: Фабріс Санторо проти Арно Клемана (Fabrice Santoro — Arnaud Clément) у 2004 — 6 год. 33 хв.
- Найбільша кількість геймів:
  - чоловіки: Поль-Анрі Матьє проти Джона Ізнера у 2012 році — 76 геймів.
- Рекорд відвідування:

480,575 у 2019.

## Усі переможці Чемпіонату
- Переможці Відкритого чемпіонату Франції з тенісу серед чоловіків в одиночному розряді
- Переможці Відкритого чемпіонату Франції з тенісу серед жінок в одиночному розряді
- Переможці Відкритого чемпіонату Франції з тенісу серед чоловіків у парному розряді
- Переможці Відкритого чемпіонату Франції з тенісу серед жінок у парному розряді
- Переможці Відкритого чемпіонату Франції з тенісу серед змішаних пар

## Українці на відкритому чемпіонаті Франції
Найбільшим досягненням українських тенісистів на відкритому чемпіонаті Франції в індивідуальному розряді був фінал 1999 року між Андрієм Медведєвим проти Андре Агассі, в якому переміг американець 3:2.
Андрій вів попереду у перших двох сетах. У третьому сеті за рахунку 3:2 на подачі Медведєва у 6 геймі він вів 30:15. Проте Андрій припустився подвійної помилки та невимушеної, Агассі вийшов вперед і взяв подачу Медведєва. Після цього гра нашого гравця, який мав високий ступінь залежності від упевненості, що складається на корті, значно спала, і він вже не зміг повернутися у стан фаворита.